# Mensa-Gebäude Reichenbachstraße (Dresden)

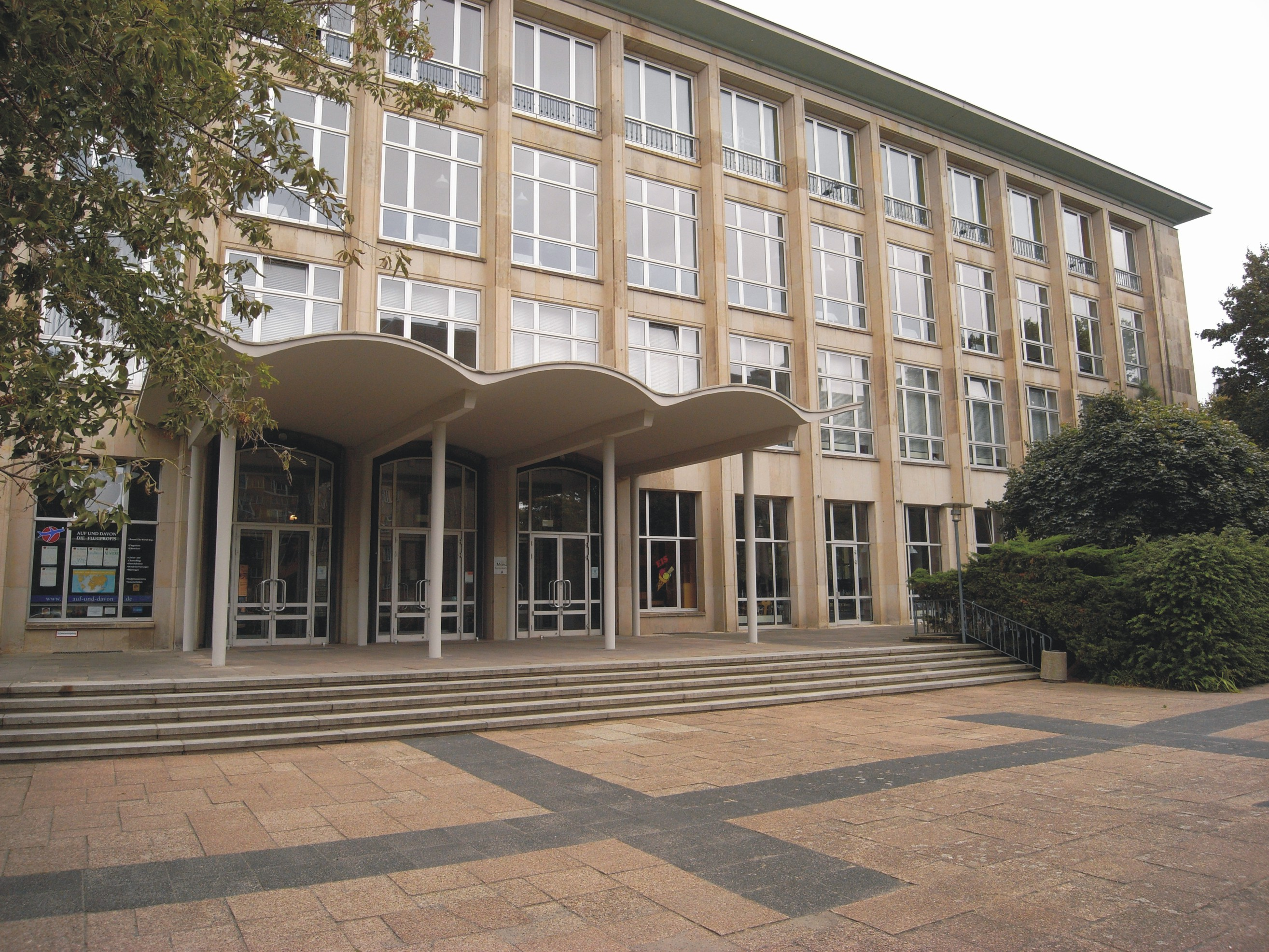
Mensagebäude mit Haupteingang

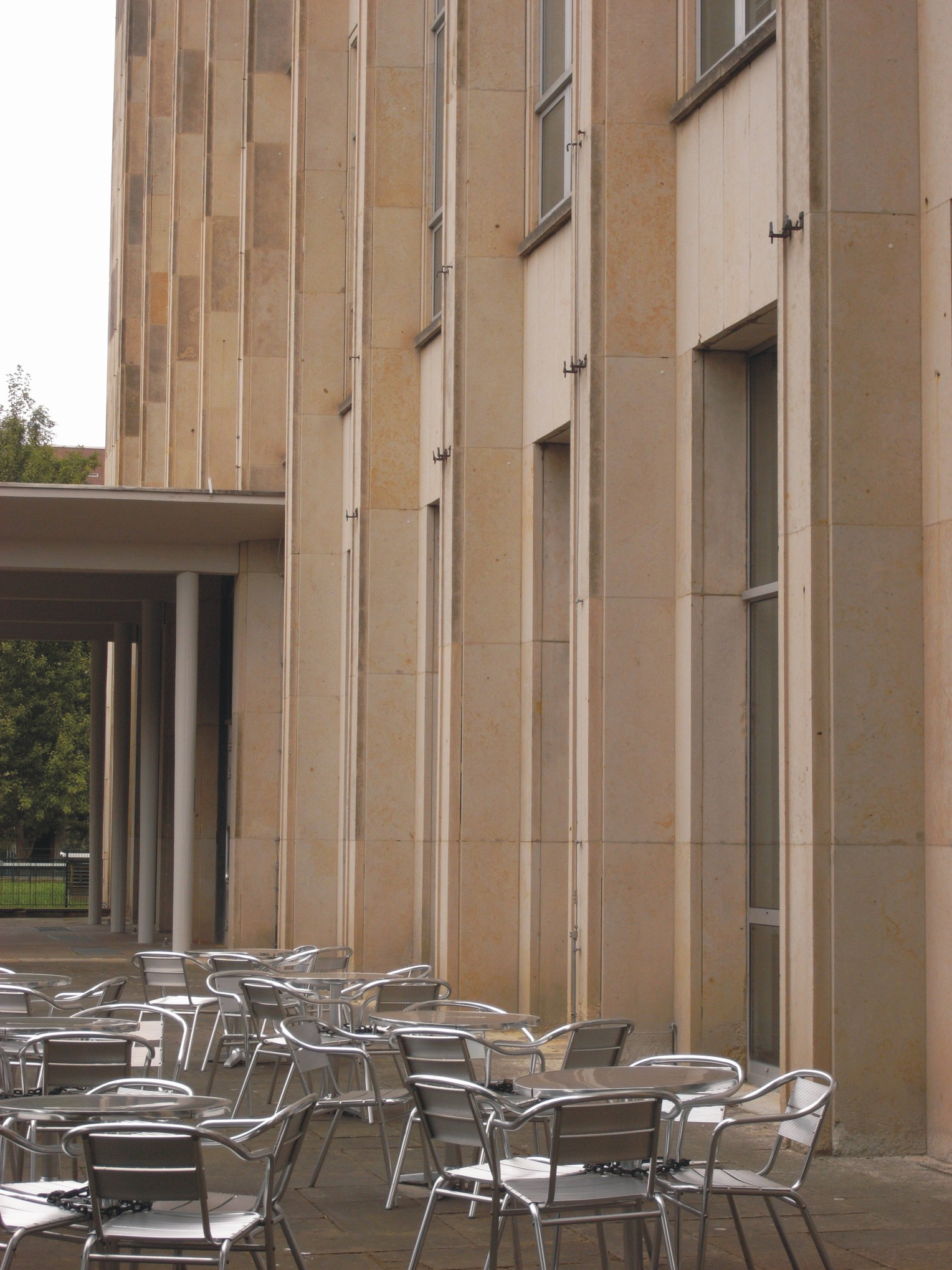
Fassadenstruktur mit Elbsandstein des Typs Cotta

Das Mensa-Gebäude Reichenbachstraße Nr. 1 (früher Hochschulstraße Nr. 14) in der Südvorstadt-Ost in Dresden ist das Mensa-Gebäude der ehemaligen Hochschule für Verkehrswesen „Friedrich List“ (HfV). Es ist das architektonische Gegenstück zum Studentenwohnheim Güntzstraße 28/28a, gilt als Beispiel für die „Neue Sachlichkeit mit traditionellen Elementen“ und steht unter Denkmalschutz. Heutiger Nutzer ist das Studentenwerk Dresden, anteilig auch die Hochschule für Technik und Wirtschaft Dresden (HTW).

## Beschreibung
Das Gebäude wurde 1957/58 nach Entwürfen der Architekten Hellmuth Bräuer und Horst Möhlenhoff als viergeschossiger Hauptbaukörper mit zweigeschossigem Küchen- und Sozialtrakt errichtet. Max Lachnit gestaltete die Wandfläche des Treppenhauses mit einem ornamentalen Keramikmosaik. In den gleichen Jahren übernahm Werner Bauch die Freiflächengestaltung.
Am 1. Oktober 1959 wurde die Küche der im Bau befindlichen Mensa in Betrieb genommen. Das Essen wurde zunächst noch im Gebäude Hettnerstraße, dem Seminargebäude, Studentenwohnheim Zellescher Weg und am Industrie-Institut eingenommen.
Am 1. Oktober 1960 wurde die Mensa in Betrieb genommen. Vier Speisesäle boten je 300 Plätze. Daneben gab es eine Professorenmensa, einen Theatersaal und weitere Räumlichkeiten. Die Küchenkapazität lag bei 4000 Portionen pro Tag. Neben 3000 Mittagessen für Angehörige der HfV, wurden 1200 Portionen an die Technische Hochschule (TH) geliefert. Dazu übernahm sie die Abendversorgung von 300 ausländischen Studenten der TH und der HfV.
Das Gebäude bietet heute 1400 Sitzplätze an. Es ist ein „monolithischer Betonskelettbau mit Sandsteinverblendung“. Die Fassade wird ähnlich wie beim Studentenwohnheim Güntzstraße 28/28a vertikal mit einer Rasterung gegliedert. Über dem Haupteingang befindet sich ein „Schalenvordach“. Das Gebäude ist an den Ecken von Elbsandstein des Typs Cotta eingefasst. Aus diesem Gestein bestehen auch die senkrechten Streben und horizontalen Bänder in der von großen Fenstern geprägten Fassade. Den oberen Abschluss bildet das geforderte Walmdach. Wie das Studentenwohnheim Güntzstraße 28/28a (von 1953 bis 1955) bildet dieses Gebäude ein herausragendes „Beispiel des Übergangsstils zwischen Tradition und Moderne“.
Dies reflektiert auch der Eintrag in die Denkmalliste: „Mensa mit gestalterisch hervorgehobenem Eingangsbereich und Freiraumgestaltung; markanter viergeschossiger Bau mit Walmdach (als Schalenvordach), Betonskelettbau mit Sandsteinverblendung und vertikaler Gliederung, innen Ausstattung aus der Entstehungszeit, charakteristisches Beispiel für den Wechsel von der Nationalen Bautradition der fünfziger Jahren zu moderneren Bauformen nach westlichem Vorbild um 1960 in der DDR-Architektur, darüber hinaus gestalterisch gelungener Bau, Freiraumgestaltung von Prof. Werner Bauch.“
In dem Mensa-Gebäude wurden nach Gründung der HTW die Labore der Fakultät Geoinformation untergebracht.

## Geschichte
Nachdem Stalin 1953 verstorben war, fand eine Wende in der Stadtbaupolitik der DDR statt. Die DDR-Architektur wandte sich von der stalinistischen Architekturdoktrin und der nationalen Bautradition ab. Man folgte nun der „neuen Sachlichkeit – mit deutlich weniger Ausschmückung und Zierat“. Unter Chruschtschow gab es zwar weniger kulturelle Reglementierung, trotzdem mussten weiterhin „traditionelle Elemente“ in den Bau aufgenommen werden. Vorgaben waren ein Walmdach und die Verwendung heimischen Sandsteins.
Ab Dezember 1961 produzierte die Mensa täglich 350 Essenportionen für zwei Dresdner Oberschulen in der Südvorstadt.